# U 270
U 270  war ein U-Boot vom Typ VII C der ehemaligen deutschen Kriegsmarine, das zu sechs Fahrten in den Atlantik auslief und im August 1944 versenkt wurde.

## Bau und Indienststellung
Das Boot wurde auf der Vegesacker Werft gebaut, wo es am 15. Oktober 1941 unter der Baunummer 35 auf Kiel gelegt wurde und am 11. Juli 1942 vom Stapel lief. Am 5. September 1942 stellte die Kriegsmarine das Boot in Dienst.

## Geschichte

### Zeit als Ausbildungsboot
Zunächst wurde es zum Einfahren des Bootes und zur Ausbildung der Besatzung der 8. U-Flottille in Danzig zugewiesen und war unter dem Kommando von Kapitänleutnant Paul-Friedrich Otto vom 5. September 1942 bis zum 31. März 1943 auf Ausbildungsfahrt.

### Einsätze
Nach der Ausbildung wurde das Boot zum 1. April 1943 als Frontboot der 6. U-Flottille zugewiesen und blieb unter dem Kommando von Paul-Friedrich Otto. Das Boot lief unter seinem Kommando zu insgesamt sechs Einsätzen in den Atlantik aus.

#### Erste Feindfahrt
Die erste Fahrt fand vom 23. März bis 15. Mai 1943 statt und führte von Kiel über Kristiansand in den Nordatlantik östlich von Neufundland. Dort fuhr das Boot mit den Gruppen „Löwenherz“, „Lerche“, „Specht“ und „Fink“ Einsätze gegen die Konvois HX 231, HX 232, HX 235 und SC 128. Angriffe schlugen jedoch fehl oder die Konvois wurden umgeleitet. Ohne Versenkungen oder Beschädigungen von Schiffen, aber mit eigenen Schäden lief U 270 in St. Nazaire ein.

#### Zweite Feindfahrt
Am 26. Juni lief das Boot von St. Nazaire aus, musste wegen Maschinenschadens umkehren und erreichte den Hafen am 2. Juli 1943.

#### Dritte Feindfahrt
Auch die am 24. Juli beginnende dritte Fahrt musste vorzeitig abgebrochen werden. Aufgrund eines gerissenen Ölrohrs kehrte das Boot bereits am Folgetag nach St. Nazaire zurück.

#### Vierte Feindfahrt

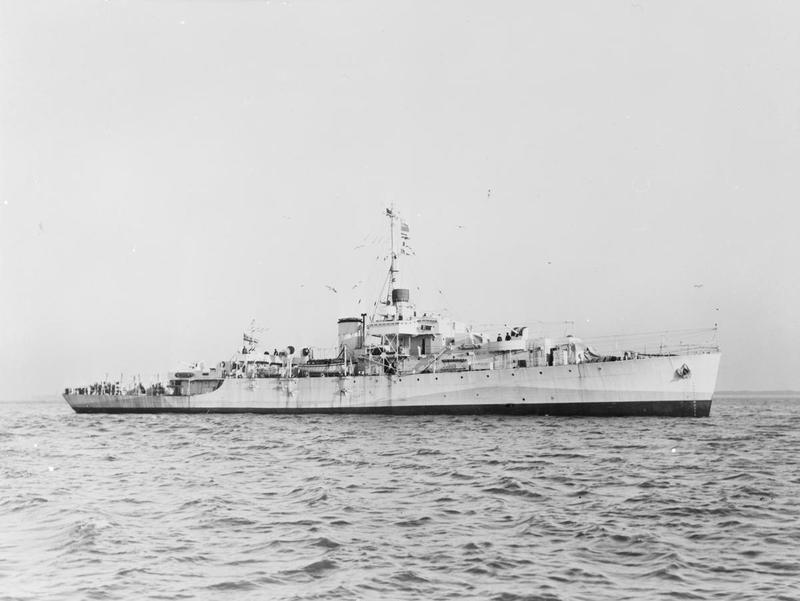
HMS Lagan im Februar 1943

Auf der vierten Feindfahrt, zu der U 270 am 7. September 1943 aus St. Nazaire auslief, führte das Boot wieder in den östlichen Nordatlantik. Mit der Gruppe „Leuthen“ griff es den Konvoi ON 202 an und beschädigte die britische Fregatte Lagan so schwer, dass sie nach dem Einschleppen in Liverpool außer Dienst gestellt wurde. Weitere Angriffe gingen fehl, am 22. September wurde U 270 selbst beschädigt und erreichte St. Nazaire am 6. Oktober.

#### Fünfte Feindfahrt
Zur fünften Fahrt lief das Boot dreimal aus, musste aber wegen Defekten am Horchgerät wieder zurückkehren (25.–27. November, 1.–3. Dezember, 4.–6. Dezember). Ab 8. Dezember 1943 operierte das Boot im Nordatlantik und der westlichen Biskaya. Mit den Gruppen „Borkum“ und „Borkum 1“ operierte es gegen die Konvois OS.62/KMS.36 und MKS.34/SL.143, erzielte aber keine Treffer und kehrte am 17. Januar 1944 nach St. Nazaire zurück.

#### Sechste Feindfahrt
Nach der alliierten Invasion in der Normandie wurde das Boot in die Biskaya und den Ärmelkanal entsandt, konnte aber keine Schiffe versenken oder beschädigen. Am 13. Juni schoss es eine B-24 Liberator ab, wurde aber anschließend selber durch einen Fliegerangriff so schwer beschädigt, dass es nach der Rückkehr am 17. Juni in St. Lorient außer Dienst gestellt wurde.

### Untergang
Im Juli 1944 wurde das Boot notdürftig repariert und unter dem Kommando von Oberleutnant Heinrich Schreiber wieder in Dienst gestellt. Am 13. August 1944 wurde das mit Zielhafen La Pallice aus Lorient kommende U 270 von einem Flugboot des Typs Short Sunderland „A“ (Fg.Off. D. A. Little) des 461. RAAF-Geschwaders entdeckt und (Lage) mit sechs Wasserbomben belegt, die den Druckkörper zerstörten. Das mit evakuiertem Hafenpersonal überladene Boot sank um 0:10 Uhr. Dabei starben zehn Männer und 71 überlebten.